# 아케이드 게임

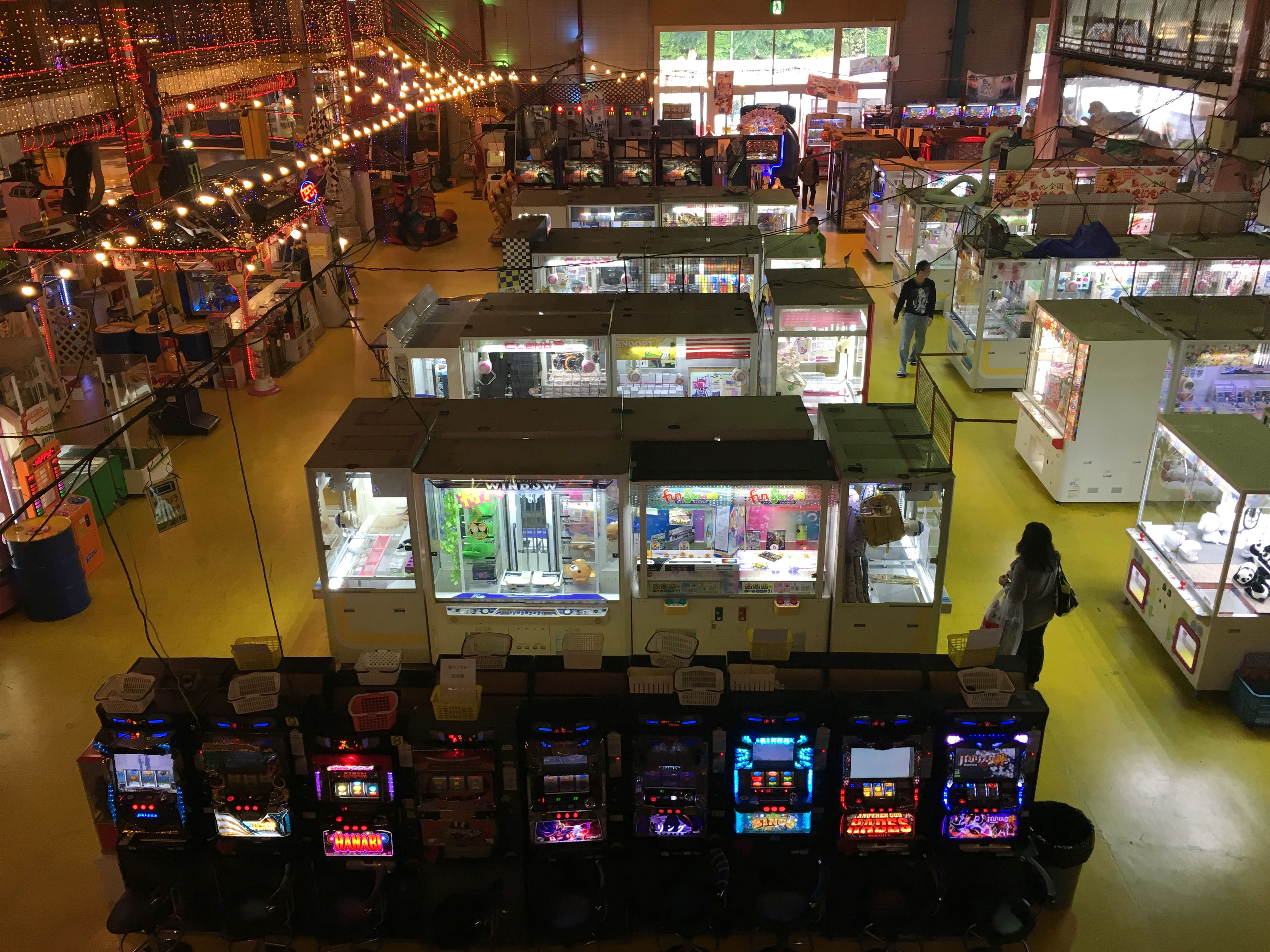
지바현에 있는 다양한 아케이드 게임이 있는 전자오락실

아케이드 게임(arcade game) 또는 코인 투입 게임은 식당, 바, 전자오락실과 같은 공공 장소에 설치되는 동전 투입식 오락 기계이다. 대부분의 아케이드 게임은 주로 기술 게임으로 제공되며, 아케이드 비디오 게임, 핀볼 기계, 전기 기계 게임, 리뎀션 게임 또는 판매 게임을 포함한다.

## 유형
넓게 보면 아케이드 게임은 거의 항상 기술 게임으로 간주되며, 확률 게임의 요소는 일부만 포함한다. 슬롯 머신이나 파친코처럼 오직 확률 게임인 경우, 법적으로는 도박 장치로 분류되는 경우가 많으며, 많은 관할권에서 미성년자에게 제공되거나 적절한 감독 없이 제공되는 것이 제한될 수 있다.

### 아케이드 비디오 게임

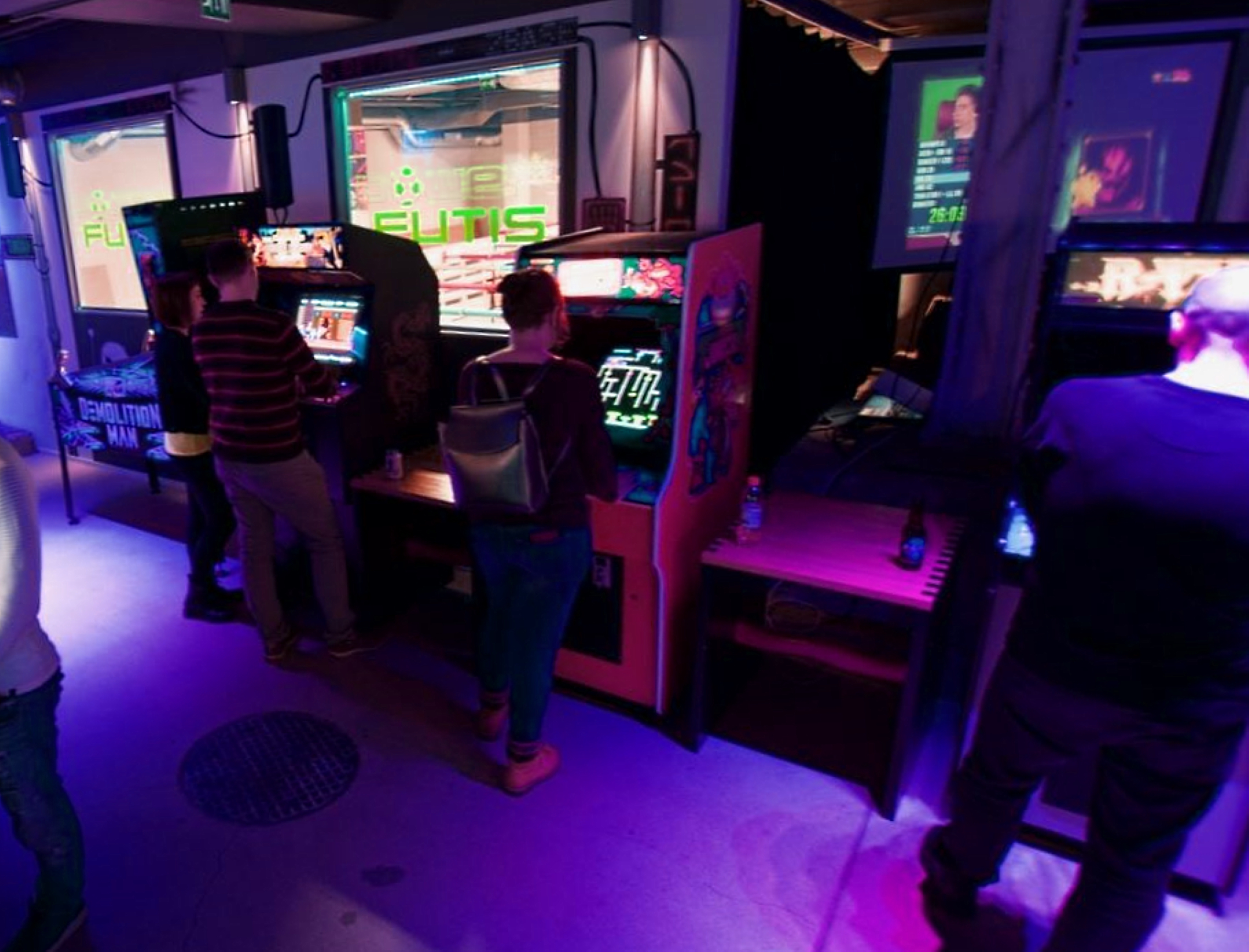
탐페레 Z베이스 엔터테인먼트 센터의 아케이드 비디오 게임

아케이드 비디오 게임은 1970년대 초에 처음 도입되었으며, 퐁이 첫 상업적으로 성공한 게임이다. 아케이드 비디오 게임은 전자 또는 컴퓨터 회로를 사용하여 플레이어의 입력을 받아 모니터 또는 텔레비전 수상기와 같은 전자 디스플레이로 변환한다.

### 카니발 게임

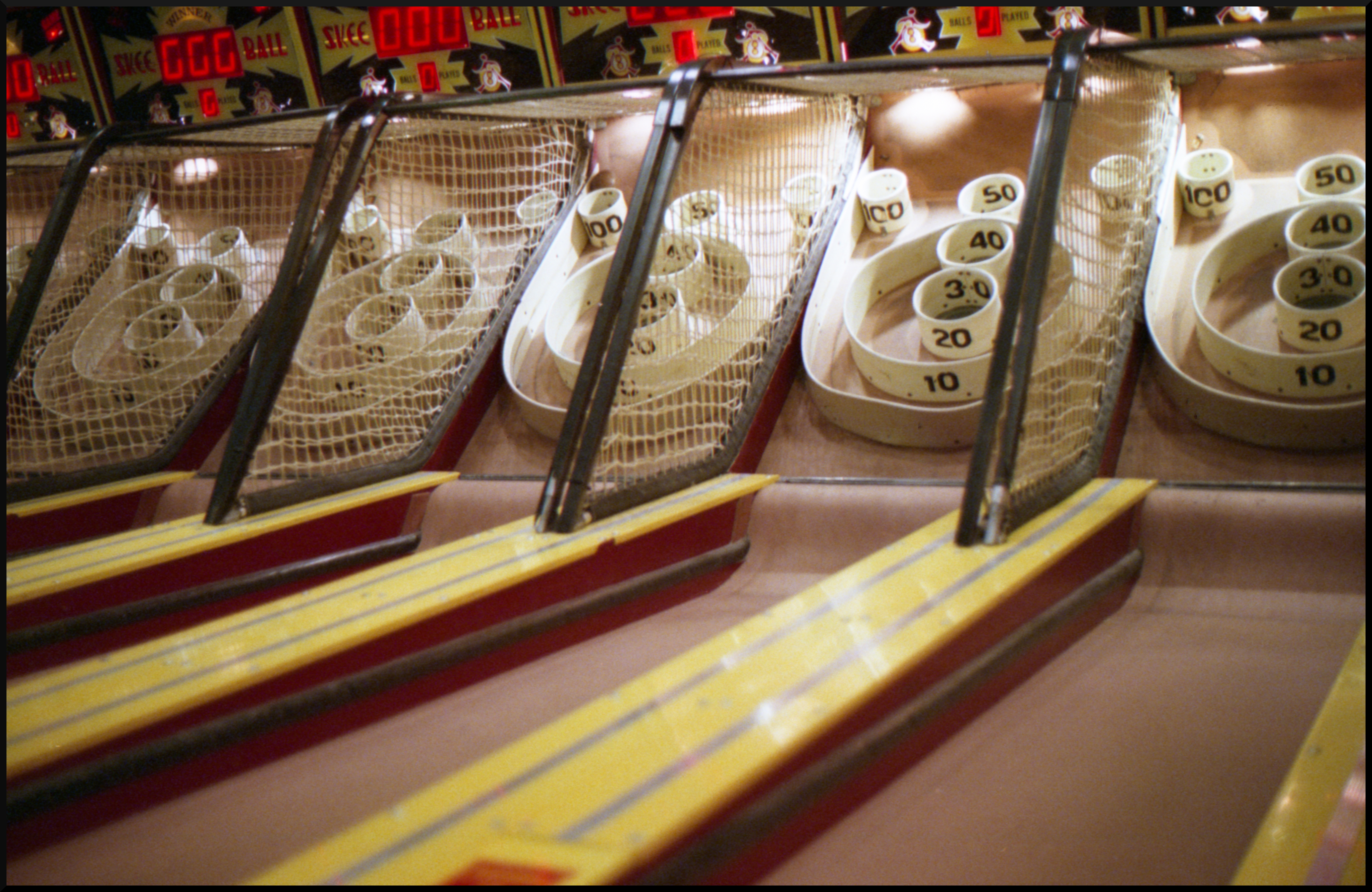
스키볼은 개발된 최초의 아케이드 게임 중 하나이다.

코인 투입식 카니발 게임은 카니발 미드웨이에서 열리는 인기 있는 스태프 게임의 자동화된 버전 또는 변형이다. 이들 대부분은 경품이나 교환용 티켓을 위해 플레이된다. 일반적인 예로는 스키볼과 두더지 잡기가 있다.

### 전기 기계 게임
전기 기계 게임(EM 게임)은 게임 캐비닛 내에 있는 아이템을 움직이기 위해 일부 전자 회로와 플레이어의 기계적 동작의 조합으로 작동한다. 이들 중 일부는 표적의 빛 감지 센서를 사용하여 명중을 기록하는 초기 라이트 건 슈팅 게임이었다. 전기 기계 게임의 예로는 1960년대의 잠망경과 라이플맨이 있다.
EM 게임은 일반적으로 기계 공학 기술과 모터, 스위치, 저항, 솔레노이드, 릴레이, 종, 부저, 전구와 같은 다양한 전기 부품을 결합했다. EM 게임은 완전한 전자 게임과 기계 게임의 중간쯤에 위치한다.
EM 게임에는 여러 가지 장르/카테고리가 있다. "신규" 또는 "육해공" 게임은 자동차 (경주 비디오 게임과 유사), 잠수함 (차량 전투 비디오 게임과 유사), 항공기 (전투 비행 시뮬레이터 비디오 게임과 유사)와 같은 다양한 차량의 측면을 시뮬레이션하는 시뮬레이션 게임을 의미한다. 건 게임은 총과 같은 주변 장치(예: 라이트 건 또는 유사 장치)를 사용하여 사격하는 게임으로, 라이트 건 슈팅 게임과 유사하다. "일반" 아케이드 게임은 다양한 스포츠 게임을 포함한 모든 다른 유형의 EM 아케이드 게임을 의미한다. "오디오 비주얼" 또는 "현실적" 게임은 고급 특수 효과를 사용하여 시뮬레이션 경험을 제공하는 신규 게임을 의미했다.

### 판매 게임

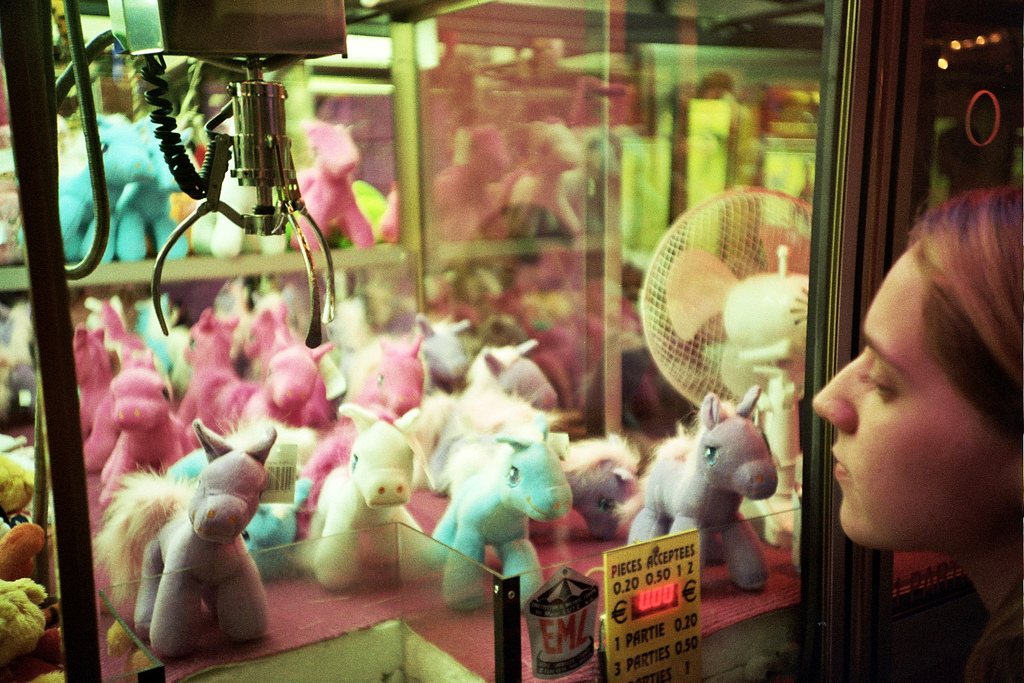
인형뽑기 게임, 상품을 잡기 위해 집게의 움직임을 조절해야 한다.

판매 게임은 플레이어가 인형뽑기 게임이나 코인 푸셔 게임처럼 아케이드 기계로 물리적 행동을 수행하여 경품을 얻으려고 시도하는 게임이다.

### 파친코
파친코는 일본에서 유래한 기계식 게임의 일종이다. 레크리에이션 아케이드 게임의 한 형태이자 훨씬 더 자주 도박 장치로 사용되며, 서구 도박에서 슬롯 머신과 비교될 수 있는 일본 도박의 틈새 시장을 채운다.

### 포토 부스

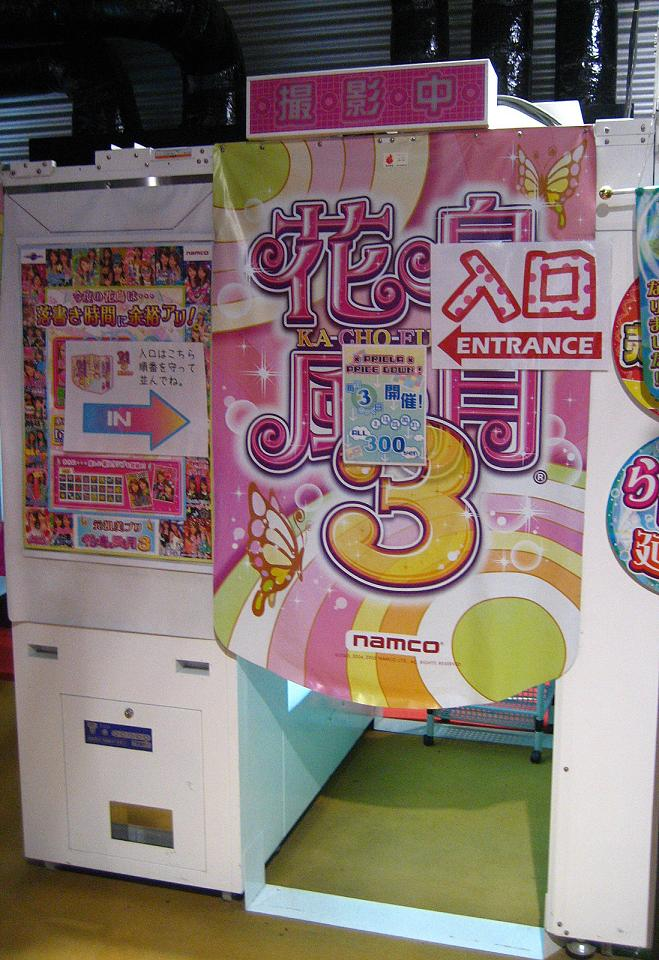
후쿠시마시에 있는 프리쿠라 포토 스티커 부스

동전 투입식 포토 부스는 작은 공간 안에서 피사체의 지갑 크기 사진을 자동으로 찍고 현상하며, 최근에는 디지털 사진을 사용한다. 일반적으로 면허증이나 여권에 사용되지만, 오락실을 위해 설계된 여러 유형의 포토 부스가 있었다.
1975년 10월 어뮤즈먼트 & 뮤직 오퍼레이터스 협회(AMOA) 쇼에서 타이토는 폐쇄회로 텔레비전 녹화와 컴퓨터 프린팅 기술을 결합하여 자화상 사진을 생성하는 아케이드 포토 부스 기계를 선보였다. 두 다른 아케이드 제조업체도 같은 쇼에서 자체 컴퓨터화된 아케이드 포토 부스 기계를 선보였다.
오락실을 위해 설계된 특정 변종인 프리쿠라는 셀프카메라 사진 스티커를 만든다. 프리쿠라는 본질적으로 전통적인 면허/여권 포토 부스와 아케이드 비디오 게임의 교차점이며, 디지털 이미지 조작을 허용하는 컴퓨터가 있다. 아틀러스와 세가가 1995년에 도입한 이 이름은 등록 상표 Print Club (プリント倶楽部, Purinto Kurabu)의 약어이다. 주로 아시아 오락실에서 찾을 수 있다.

### 핀볼 기계
핀볼 기계는 표면에 여러 득점 기능이 있는 크고 밀폐된 경사진 테이블을 가진 게임이다. 플레이어는 강철 공을 테이블에 발사하고, 핀볼 플리퍼를 사용하여 공이 계속 움직이게 하면서 가능한 한 많은 점수를 얻으려고 한다. 초기 핀볼 게임은 주로 기계 부품으로 구동되었지만, 1930년대 이후의 핀볼 게임은 조명 및 센서와 같은 전자 부품을 포함하며 전기 기계 게임의 한 형태이다.

### 슬롯 머신
제한된 관할권에서는 슬롯 머신도 아케이드 게임으로 간주되어 다른 게임과 함께 오락실에 설치될 수 있다. 그러나 슬롯 머신은 대부분 확률 게임이므로 이러한 방식으로의 사용은 매우 제한적이다. 주로 도박용으로 사용된다.

### 스포츠 게임

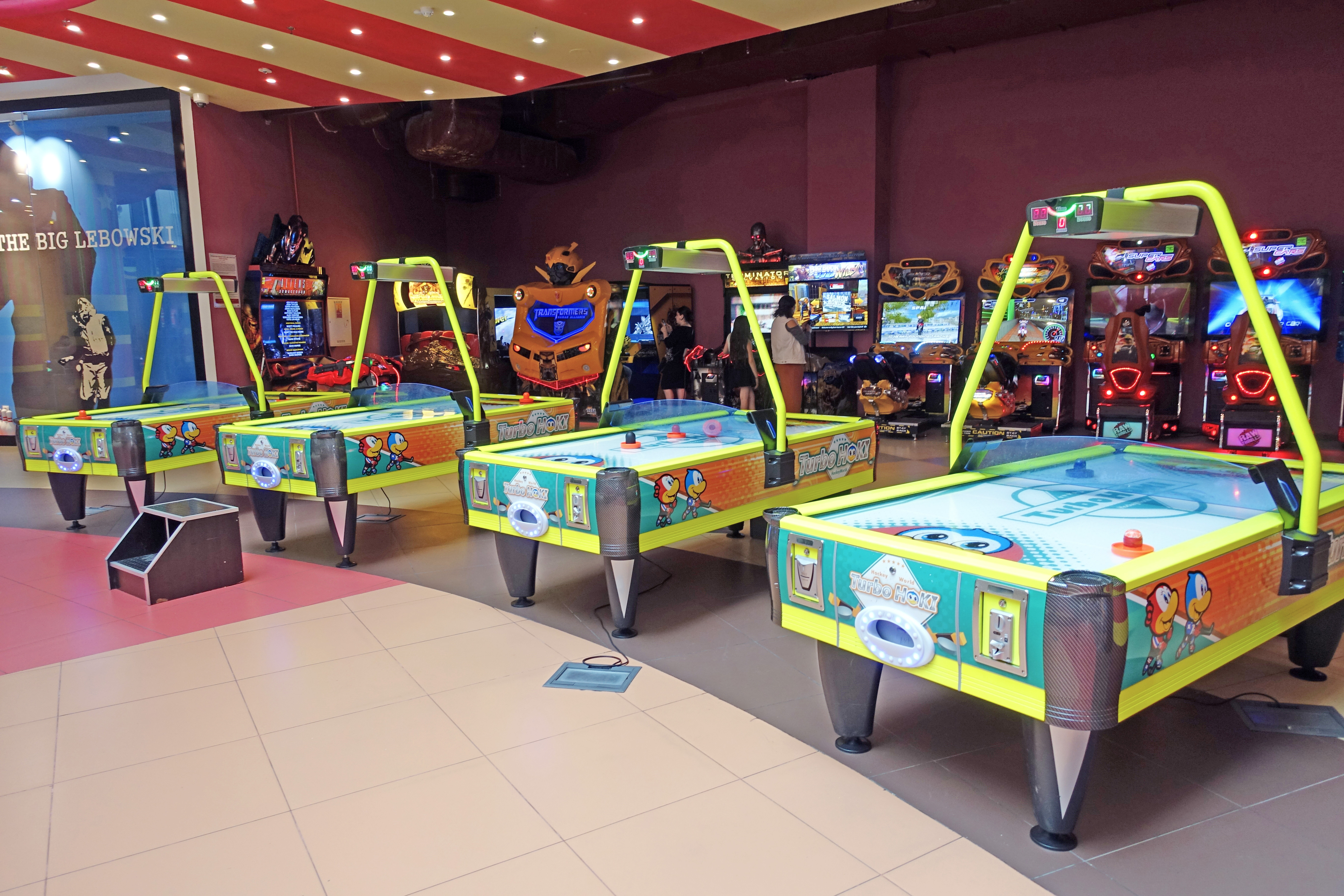
오락실의 에어 하키 테이블

스포츠 게임은 오락실 환경에서 종종 축소된 규칙 세트로 플레이할 수 있는 인기 있는 신체 스포츠의 실내 또는 소형 버전이다. 예로는 에어 하키와 슈퍼 샷과 같은 실내 농구 게임이 있다. 스포츠 게임은 기계식, 전기 기계식 또는 전자식일 수 있다.

### 리뎀션 게임
아케이드 게임의 일반적인 범주 중 하나는 경품으로 교환할 수 있는 티켓을 얻기 위해 플레이하는 게임이다. 게임 플레이 자체는 어떤 아케이드 게임이든 될 수 있으며, 받는 티켓 수는 플레이어의 점수에 비례한다. 스키볼은 종종 리뎀션 게임으로 플레이되며, 파친코는 일본에서 가장 인기 있는 리뎀션 게임 중 하나이다. 또 다른 유형의 리뎀션 게임은 일본과 동남아시아에서 인기 있는 메달 게임으로, 플레이어는 게임을 플레이하기 위해 돈을 특별한 메달 코인으로 교환해야 하지만, 더 많은 코인을 얻어 경품으로 교환할 수 있다. 메달 게임은 일본의 엄격한 도박법을 위반하지 않으면서 도박과 유사한 경험을 시뮬레이션하도록 설계되었다.

## "기술 게임" 대 "확률 게임"
아케이드 게임은 일반적으로 확률 게임으로 분류되는 것을 피하기 위해 애썼는데, 이는 아케이드 게임을 도박으로 규정하고 대부분의 정부 관할권에서 엄격한 규제를 받게 할 것이기 때문이다. 확률 게임은 일반적으로 플레이어가 상금을 받을 기회를 위해 돈을 지불하고, 그 상금을 받을 가능성이 기술보다는 주로 우연에 의해 좌우되는 게임을 포함한다. 경품 행사 및 복권과 유사하게, 슬롯 머신은 일반적으로 확률 게임으로 분류되며 따라서 특정 관할권 외의 오락실에서는 일반적으로 포함되지 않는다.
핀볼 기계는 1940년대에 공을 발사한 후 플레이어가 결과를 제어할 수 있는 수단이 없었기 때문에 처음에는 확률 게임으로 낙인 찍혔다. 그 당시 젊은이들에게 핀볼이 "악마의 도구"가 될 것이라는 우려와 맞물려, 여러 관할권에서는 핀볼을 확률 게임으로 분류하고 오락실에서 금지하는 조치를 취했다. 1947년 전기 플리퍼가 발명되어 플레이어가 공의 운명을 더 많이 제어할 수 있게 되자, 핀볼 제조업체는 핀볼을 기술 게임으로 재분류하도록 추진했다. 뉴욕시의 핀볼 금지령은 1976년 저널리스트 로저 샤프가 시의회에 특정 레인으로 샷을 부르는 능력을 시연하여 핀볼이 기술 게임임을 증명함으로써 뒤집혔다.
크레인 게임 및 코인 드롭 게임과 같은 경품 교환 게임은 확률 게임과 기술 게임 사이의 혼합된 연속체로 검토되었다. 예를 들어, 크레인 게임에서는 크레인 집게를 상품 위에 어떻게 배치할지 결정하는 데 약간의 기술이 있지만, 집게의 강도 및 상태와 상품의 쌓여 있는 조건은 플레이어가 성공할지 여부를 운에 맡기는 충분히 알려지지 않은 매개변수이다. 지배적 요소 테스트는 아케이드 게임이 확률 게임으로 지정되어 도박법의 적용을 받는 시점을 결정하는 데 일반적으로 사용되지만, 많은 리뎀션 게임의 경우 그 적용은 회색 지대이다.
거의 모든 아케이드 비디오 게임은 게임의 미리 설정된 프로그래밍에 대항하여 플레이어를 도전하는 기술 게임으로 취급되는 경향이 있다. 그러나 1980년대에는 비디오 포커 기계와 같이 도박 개념을 모방한 아케이드 비디오 게임이 등장했다. 이들은 일반적으로 확률 게임으로 취급되며, 유리한 도박법이 있는 관할권에만 한정되어 있다.

## 역사

### 스키볼 및 카니발 게임 (19세기 말 ~ 1940년대)

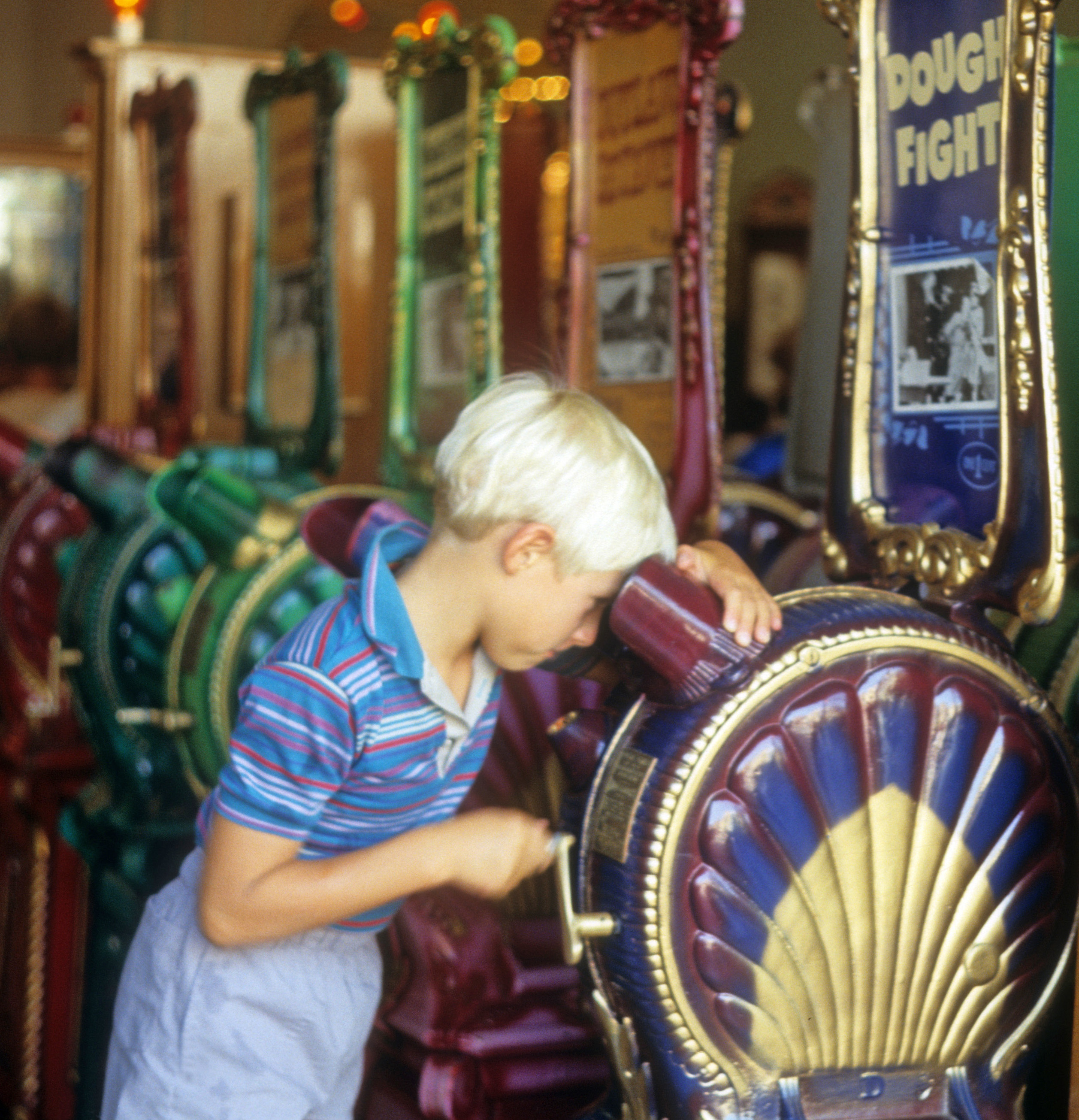
1980년대 디즈니랜드 페니 아케이드에 있는 뮤토스코프 진열

기술 게임 오락은 19세기부터 박람회의 주요 오락이었다. 또한, 동전 투입식 자판기는 19세기에 등장했다. 이를 바탕으로 점술 기계와 힘 시험기와 같은 동전 투입식 자동 오락 기계와 뮤토스코프가 만들어져 박람회, 이동식 카니발, 리조트의 다른 명소와 함께 설치되었다. 곧 기업가들은 이러한 동전 투입식 장치를 최소한의 감독이 필요한 동일한 시설에 보관하기 시작했으며, 20세기 전환기에 페니 아케이드를 만들었는데, 이 이름은 기계를 작동하는 데 1페니가 일반적으로 사용되었기 때문에 붙여졌다.
페니 아케이드의 가장 인기 있는 명소는 선정적이고 소프트코어 포르노그래피가 특징인 뮤토스코프였고 젊은 남성 관객을 끌어들이면서 부정적인 평판을 얻기 시작했다. 또한, 1910년대와 1920년대 영화 산업의 탄생은 관객을 페니 아케이드에서 멀어지게 했다. 새로운 대화형 동전 투입식 기계가 페니 아케이드에 손님을 다시 데려오기 위해 만들어졌고, 첫 아케이드 게임이 탄생했다. 많은 게임이 더 큰 규모의 카니발 게임을 기반으로 했지만, 자동화될 수 있는 수준으로 축소되었다. 인기 있는 스타일 중 하나는 19세기 게임인 바가텔을 기반으로 한 핀 기반 게임이었다. 그러한 핀 기반 게임 중 첫 번째는 핀볼 기계의 전신인 배플 볼이었는데, 플레이어는 플런저만으로 표적을 쓰러뜨리기 위해 제한된 수의 공을 받았다. 애틀랜틱시티 보드워크 아케이드에 등장한 후 스키볼이 인기를 얻었다. 이러한 게임의 인기는 1930년대 대공황의 영향으로 저렴한 오락을 제공했기 때문에 더욱 커졌다.
추상적인 기계 스포츠 게임은 20세기 초 영국으로 거슬러 올라가는데, 영국은 20세기 초 아케이드 게임의 주요 제조업체였다. 런던에 본사를 둔 오토매틱 스포츠 컴퍼니는 요트 경기를 기반으로 한 요트 레이서(1900)와 플레이어가 투구를 다양한 구멍 중 하나에 넣음으로써 크리켓 게임의 일부를 시뮬레이션하는 크리켓 매치(1903)를 포함하여 영국 스포츠를 기반으로 한 추상적인 스포츠 게임을 제조했다. 런던에 본사를 둔 풀 팀 풋볼 컴퍼니의 풀 팀 풋볼(1925)은 각 경기장 측면에 11명의 정적인 선수가 레버를 사용하여 공을 찰 수 있는 기계식 테이블 축구 게임을 시뮬레이션하는 초기 기계식 탁구 축구 게임이었다. 운전 게임은 1930년대 영국 오락실에서 유래했다.
사격장 카니발 게임은 19세기 말로 거슬러 올라간다. 기계식 건 게임은 20세기 전환기부터 영국에 존재했다. 기계식 인터랙티브 필름 게임의 가장 초보적인 예는 20세기 초 "영화 촬영장" 게임으로 거슬러 올라간다. 이 게임은 사격장 카니발 게임과 유사했지만, 플레이어는 표적의 영상이 표시되는 영화 스크린을 쐈다. 표적의 영상을 보여주었고, 플레이어가 적절한 시간에 스크린을 쏘면 메커니즘이 작동하여 영화를 일시적으로 멈추고 점수를 기록했다. 이러한 게임의 첫 성공적인 예는 1912년 영국에서 출시된 라이프 타겟이다. 영화 촬영장 게임은 1910년대 영국 여러 지역에서 짧은 기간 동안 인기를 누렸으며, 종종 사파리 동물을 표적으로 삼았고, 영상은 대영 제국 식민지에서 녹화되었다. 영화 촬영장 게임은 1910년대 이후 어느 정도 쇠퇴했다.
최초의 라이트 건은 1930년대에 시버그 레이-오-라이트(1936)와 함께 등장했다. 이 장난감 소총을 사용하는 게임은 기계식이었고, 소총은 센서가 장착된 표적에 빛을 발사했다. 시버그 코퍼레이션의 후속 건 게임인 슛 더 베어(1949)는 기계식 음향 효과를 도입했다. 기계식 미로 게임은 20세기 중반까지 페니 아케이드에 등장했다. 이 게임은 플레이어가 전체 미로를 조작할 수 있도록 허용했을 뿐, 이후의 미로 비디오 게임처럼 미로 내의 개별 요소를 조작할 수 없었다.

### 핀볼 (1930년대 ~ 1960년대)

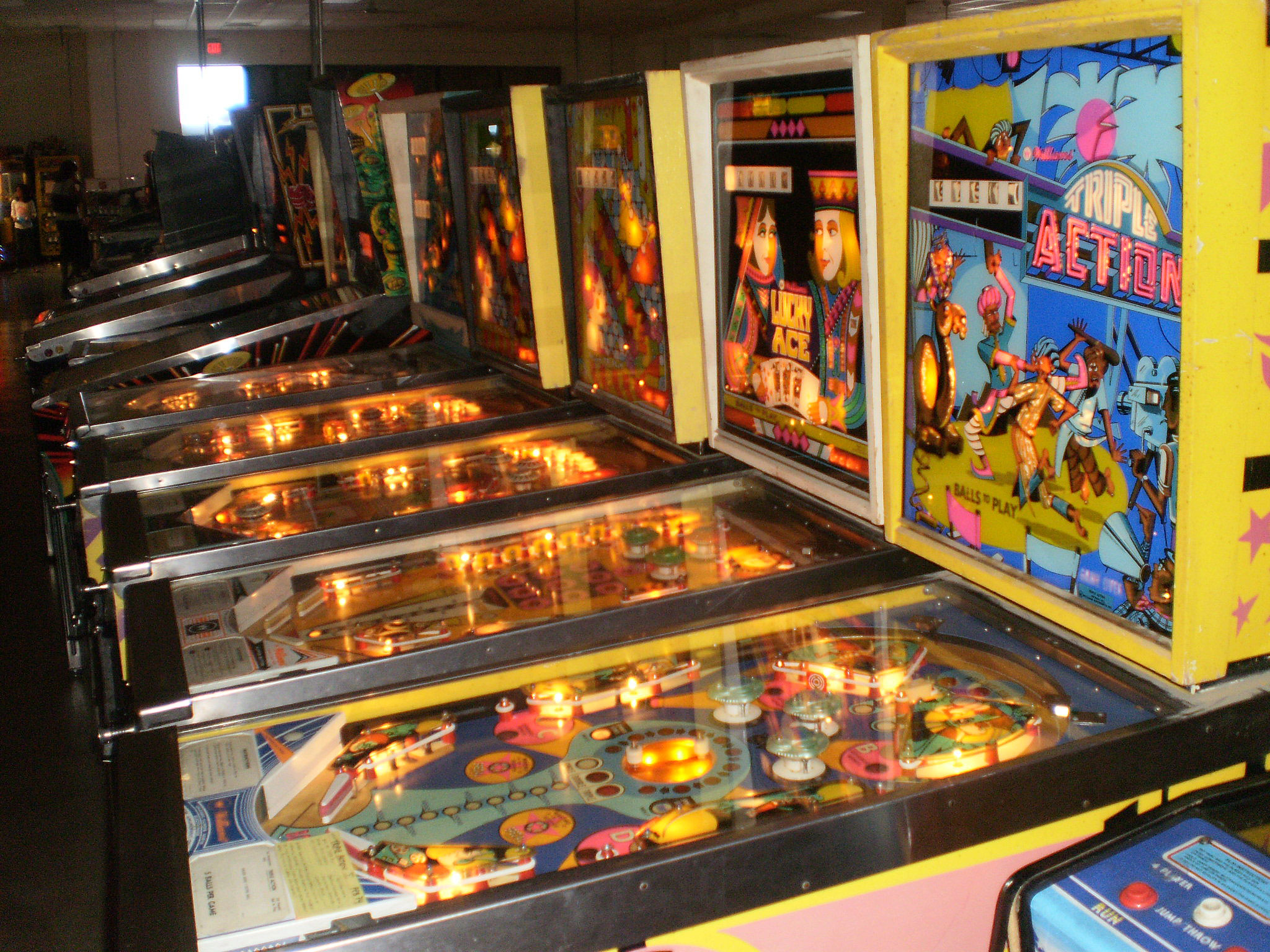
핀볼 명예의 전당에 있는 1960년대 핀볼 기계

전등과 기능을 포함하는 동전 투입식 핀볼 기계는 1933년에 개발되었지만, 그 시점에는 사용자 제어 플리퍼 메커니즘이 없었고, 이들은 1947년에 발명되었다. 이 게임의 제작자들은 이 게임들이 여전히 기술 기반이라고 주장했지만, 많은 정부들은 여전히 이 게임들을 확률 게임으로 간주하고 도박 장치로 판결했다. 따라서 이 게임들은 처음에 많은 도시에서 금지되었다. 핀볼 기계는 또한 젊은이들과 노인들 사이에서 분열을 일으켰고, 그 당시 미국에서 발견되는 세대 차이의 상징이었다고 할 수 있다. 일부 노인들은 젊은이들이 하는 일에 대해 두려워했고 핀볼 기계를 "악마의 도구"로 간주했다. 이는 더 많은 금지로 이어졌다. 이러한 금지는 1960년대와 1970년대에 서서히 해제되었다. 1942년에 내려진 뉴욕시의 금지령은 1976년까지 지속되었고, 시카고의 금지령은 1977년에 해제되었다. 핀볼이 허용되는 곳에서는 핀볼 제조업체들이 게임에 "오락용"이라는 라벨을 추가하고, 모든 리뎀션 기능을 제거하고, 가능한 모든 기회에 이들이 기술 게임임을 주장함으로써 도박과 거리를 두려고 노력했다. 1970년대 초까지 핀볼 기계는 유원지, 술집, 라운지의 특정 오락실과 다양한 상점에 있는 단독 기계에 자리 잡았다.
1970년대 이후의 핀볼 기계는 아케이드 비디오 게임과 유사한 기술 발전을 이루었다. 과거 기계는 게임 논리를 위해 이산적인 전기 기계 및 전자 부품을 사용했지만, 새로운 기계는 이러한 요소를 처리하기 위해 마이크로프로세서를 갖춘 고체 전자공학으로 전환하여 게임을 더욱 다양하게 만들었다. 새로운 기계는 이러한 기술이 지원하는 복잡한 기계적 동작과 상세한 백플레이트 그래픽을 가질 수 있다.

### 전기 기계 게임 (1940년대 ~ 1970년대)

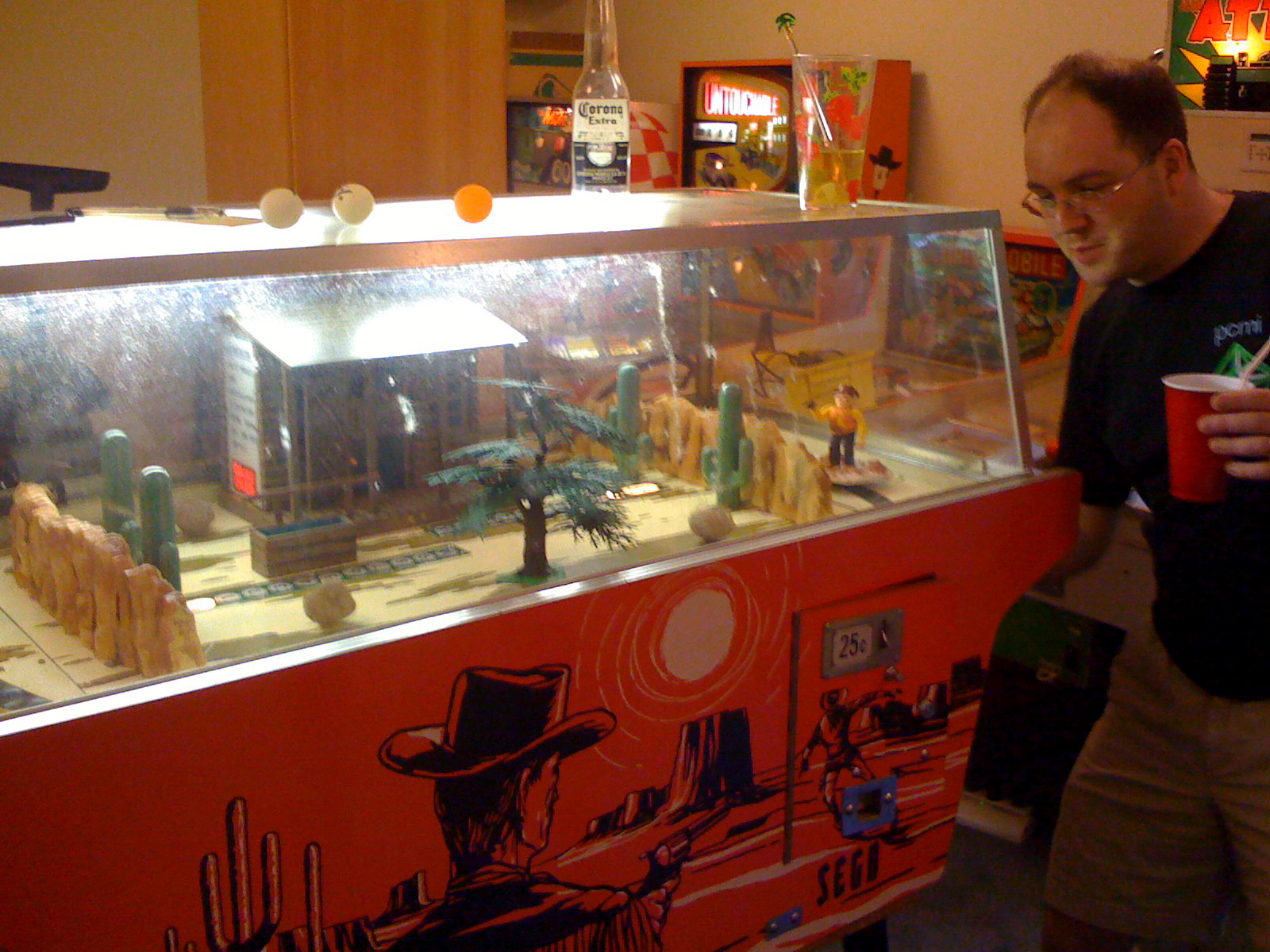
세가의 건 파이트 (1969), 빛에 민감한 타겟을 사용한 2인용 EM 게임. 이 게임은 건 파이트 (1975)와 같은 아케이드 슈팅 비디오 게임에 영감을 준 최초의 헤드 투 헤드 슈팅 게임 중 하나였다.

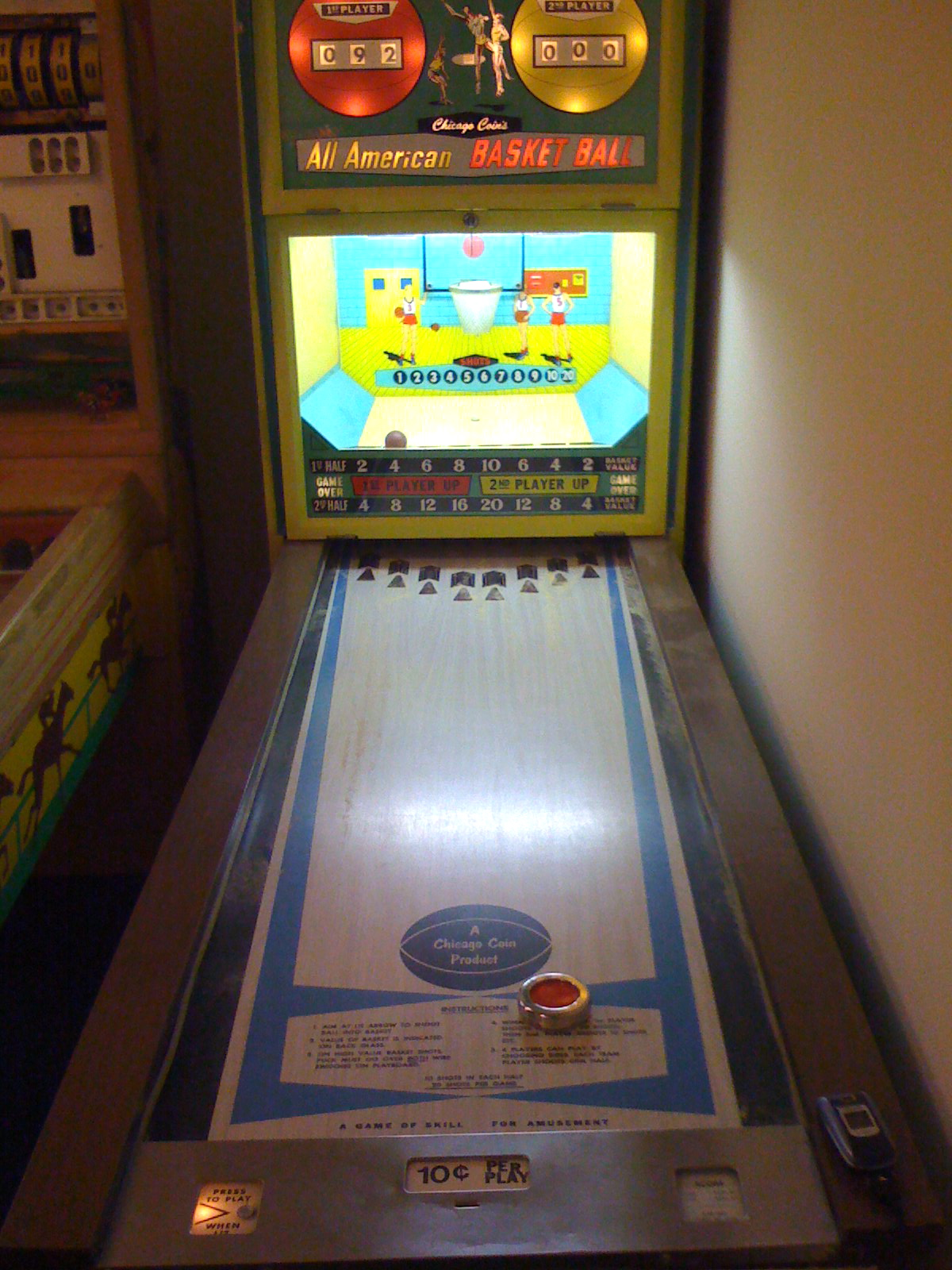
시카고 코인에서 제작한 올 아메리칸 바스켓볼 (1969)

핀볼의 오명을 피하기 위해 스스로 기술 게임임을 명확히 보여주는 전기 기계 게임(EM 게임)이 대안으로 떠올랐다. 기계식 아케이드 게임에서 EM 게임으로의 전환은 제2차 세계 대전 시점으로 거슬러 올라가며, 1940년대와 1960년대 전후 기간 동안 다양한 유형의 아케이드 게임이 점진적으로 전환되었다. 일부 초기 전기 기계 게임은 상업적 목적이 아니라 1940년 니마트론이나 1950년 버티 더 브레인과 같이 공개 박람회에서 기술 상태를 시연하기 위해 설계되었다.
1941년, 국제 뮤토스코프 릴 컴퍼니는 전기 기계식 운전 게임 드라이브 모바일을 출시했는데, 이 게임은 나중에 아케이드 비디오 게임에서 사용될 것과 유사한 아케이드 캐비닛을 가지고 있었다. 이 게임은 1930년대의 오래된 영국 운전 게임에서 파생되었다. 드라이브 모바일에서 스티어링 휠은 금속 드럼통에 그려진 도로 위로 자동차 모형을 제어하는 데 사용되었으며, 목표는 도로가 좌우로 움직일 때 자동차를 중앙에 유지하는 것이었다. 카스코(칸사이 제작소 주식회사(Kansai Seisakusho Co.)의 약자)는 1958년 미니 드라이브로 일본에 이 유형의 전기 기계식 운전 게임을 도입했는데, 유사한 형식을 따랐지만 더 긴 도로를 허용하는 더 긴 캐비닛을 가지고 있었다. 그러나 1961년에는 미국 아케이드 산업이 침체 상태였다. 이는 그때까지 미국 수입에 의존해왔던 세가와 같은 일본 아케이드 유통업체에게 부정적인 영향을 미쳤다. 세가의 공동 설립자 데이비드 로젠은 시장 상황에 대응하여 세가가 일본에서 독창적인 아케이드 게임을 개발하도록 했다.
1960년대 후반부터 EM 게임은 더 정교한 전자 장치와 기계적 동작을 통합하여 플레이어에게 시뮬레이션된 환경을 제공했다. 이러한 게임은 아케이드 비디오 게임의 도입과 겹쳤으며, 일부 경우에는 아케이드 비디오 게임이 제공하는 경험의 원형이 되었다. 1960년대 후반부터 1970년대 초반은 일본에서 "전기 기계 황금 시대"로 간주되었고, 북미에서는 "신규 르네상스" 또는 "기술 르네상스"로 불렸다. 이 시기에 일본의 여러 아케이드 제조업체가 주로 확립한 "오디오 비주얼" 신규 게임이라는 새로운 범주가 등장했다. 아케이드 산업은 이전에 주크박스가 지배적이었지만, 새로운 EM 아케이드 게임 물결이 등장하면서 아케이드 운영자들에게 상당한 수익을 창출할 수 있었다.
잠망경, 잠수함 시뮬레이터 및 라이트 건 슈팅 게임, 1965년 남코 (나카무라 제작소, 나중에 남코로 불림)에서 출시되었고 1966년 세가에서 출시되었다. 잠수함에서 침몰하는 배를 시뮬레이션하기 위해 빛과 플라스틱 파도를 사용했고, 플레이어는 잠망경을 통해 어뢰를 지시하고 발사했다. 어뢰는 컬러 조명과 전자 음향 효과로 표현되었다. 세가 버전은 전 세계적으로 큰 성공을 거두었다. 이 게임은 쿼터당 플레이 비용이 드는 최초의 아케이드 게임이었으며, 아케이드 산업의 전환점이었다. 잠망경은 신규 게임 사업을 부활시켰고, 고급 특수 효과를 사용하여 시뮬레이션 경험을 제공하는 "현실적" 또는 "오디오 비주얼" 게임 범주를 확립했다. 이는 1960년대 후반부터 1970년대 초반에 다양한 신규/특수 게임(일명 "육해공" 게임)이 출시되는 "신규 르네상스"의 촉매제가 되었으며, 많은 게임이 쿼터 플레이 가격을 채택했다. 이러한 "오디오 비주얼" 게임은 수년간 대부분의 아케이드 기계에서 접근할 수 없었던 대량으로 판매되었다. 이는 1960년대 후반에 "기술 르네상스"로 이어졌고, 이는 1970년대에 비디오 게임이 번성할 수 있는 건강한 아케이드 환경을 구축하는 데 나중에 중요하게 작용했다. 잠망경은 또한 1960년대 후반부터 1970년대까지 미사일 발사 게임 플레이의 트렌드를 확립했다. 1960년대 후반, 세가는 슈팅 비디오 게임과 유사하지만 후면 이미지 투사를 사용하여 화면에 움직이는 애니메이션을 생성하는 EM 게임인 건 게임을 생산하기 시작했다. 이는 세가가 1968년 현장 테스트를 시작하고 1969년 1월에 출시한 덕 헌트로 도입한 건 게임에 대한 신선한 접근 방식이었다. 1969년 세가에서 출시한 슈팅 및 차량 전투 게임인 미사일은 화력 버튼이 있는 조이스틱을 사용한 최초의 아케이드 게임일 수 있으며, 이후 조이스틱이 아케이드 게임의 표준 제어 방식이 되었다.
새로운 유형의 운전 게임은 1968년 카스코의 레이싱 게임 인디 500과 함께 일본에서 소개되었고, 이는 시카고 코인이 1969년 북미에서 스피드웨이로 출시하기 위해 라이선스를 받았다. 이 게임은 램프에 의해 개별 회전 디스크에 그려진 라이벌 자동차가 있는 원형 경주 트랙을 가지고 있었는데, 이는 화려한 그래픽을 생성했으며 거울을 사용하여 유사 3D 1인칭 시점을 화면에 투사하여 앞유리 보기와 유사했다. 충돌 감지 기능이 있어 플레이어는 충돌을 피하기 위해 자동차를 피해야 했으며, 자동차 엔진과 충돌에 대한 전자 음향도 있었다. 이는 이전의 운전 게임보다 더 큰 현실감을 주었고, 직립 캐비닛, 노란색 마르키, 3자리 점수, 코인 박스, 스티어링 휠 및 가속 페달을 갖춘 원형 아케이드 레이싱 비디오 게임과 유사했다. 인디 500은 일본에서 2,000개 이상의 아케이드 캐비닛을 판매했고, 스피드웨이는 북미에서 10,000개 이상의 캐비닛을 판매하여 수년 만에 가장 큰 아케이드 히트작이 되었다. 잠망경과 마찬가지로 스피드웨이도 쿼터당 플레이 비용을 청구하여 쿼터 플레이가 20년 이상 미국 아케이드 표준으로 더욱 굳어졌다. 아타리 설립자 놀런 부슈널은 대학생 시절, 스피드웨이와 같은 EM 게임에 익숙해진 오락실에서 일하면서 고객들이 플레이하는 것을 보고 기계 유지 보수를 돕고, 기계 작동 방식과 게임 사업 운영 방식에 대한 이해를 발전시켰다.
퐁 (1972)과 그 복제품인 아케이드 비디오 게임이 등장한 후에도 EM 게임은 1970년대 대부분 동안 오락실에서 강력한 존재감을 유지했다. 일본에서는 1970년대 후반까지 EM 게임이 비디오 게임보다 더 인기가 많았다. 미국에서는 퐁 복제품으로 시장이 넘쳐나자 1970년대 중반에 퐁 시장이 붕괴되었고, 이로 인해 전통적인 시카고 코인 오퍼레이터 제조업체들은 1970년대 후반까지 주로 EM 게임에만 매달렸다. EM 게임은 결국 스페이스 인베이더 (1978)와 1970년대 후반 아케이드 비디오 게임의 황금기가 도래하면서 쇠퇴했다. 1970년대에 등장한 여러 EM 게임은 오늘날까지 오락실에서 인기를 유지하고 있는데, 특히 에어 하키, 두더지 잡기 및 메달 게임이 그렇다. 메달 게임은 세가의 하네스 레이싱 (1974), 닌텐도의 EVR 레이스 (1975), 아루제의 더 더비 Vφ (1975)와 함께 인기를 얻기 시작했다. 첫 번째 두더지 잡기 게임인 모구라 타이(Mogura Taiji, "두더지 버스터")는 1975년 토고에서 출시되었다. 1970년대 후반, 일본의 오락실은 "두더지 버스터" 게임으로 넘쳐나기 시작했다. 모구라 타이는 1976년 북미에 소개되었고, 이는 밥스 스페이스 레이서가 1977년 "두더지 잡기"라는 자체 버전의 게임을 생산하도록 영감을 주었다. 세가는 1968년 에어 하키와 유사한 EM 게임인 모토폴로를 출시했는데, 두 명의 플레이어가 오토바이를 움직여 공을 상대방 골에 넣는 게임이었다. 이 게임은 오토바이 소리를 재생하기 위해 8트랙 플레이어도 사용했다. 에어 하키 자체는 나중에 1969년에서 1972년 사이에 브런즈윅 볼링 & 당구 직원 그룹에 의해 만들어졌다. EM 게임은 1980년대에 다시 부활을 경험했다. 에어 하키, 두더지 잡기 및 메달 게임은 이후 인기 있는 아케이드 명소로 남아 있다.

### 아케이드 비디오 게임 (1970년대 ~ 현재)

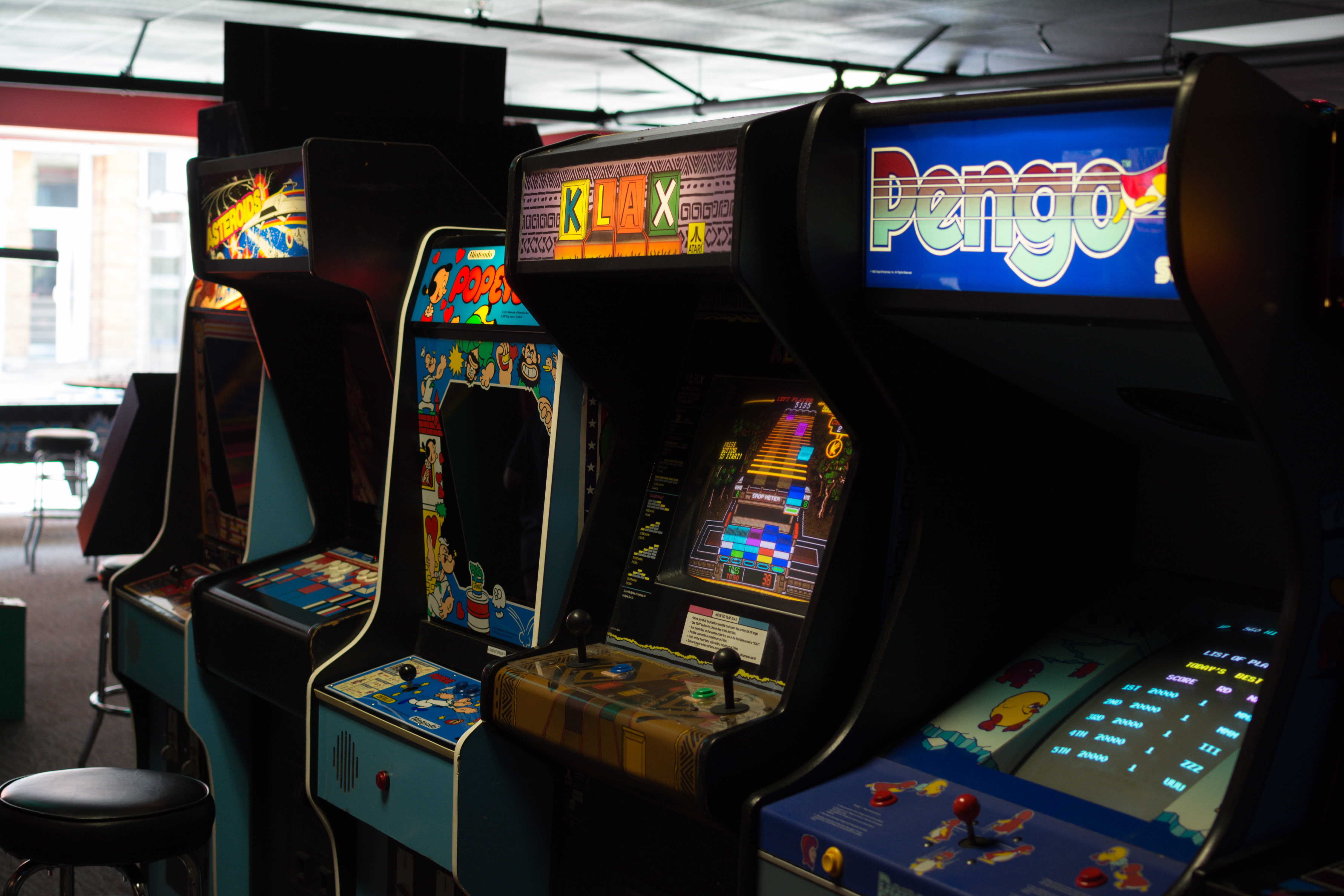
오락실의 비디오 게임 진열

1971년 메인프레임 컴퓨터가 실행되는 비디오 게임을 동전 투입식 아케이드 캐비닛에 포장하려는 두 번의 시도인 갤럭시 게임과 컴퓨터 스페이스 이후, 아타리는 1972년에 첫 번째 성공적인 아케이드 비디오 게임인 퐁을 출시했다. 다음 몇 년 동안 아케이드 게임 제조업체의 수는 크게 증가했으며, 미드웨이, Bally, Williams, 세가, 타이토와 같은 EM 게임을 만들던 회사들도 다수 포함되었다. 기술이 TTL 집적 회로에서 마이크로프로세서로 이동하면서 타이토의 스페이스 인베이더를 시작으로 새로운 물결의 아케이드 비디오 게임이 등장했으며, 이는 아케이드 비디오 게임의 황금기로 이어져 팩맨 (남코, 1980), 미사일 커맨드 (아타리, 1980), 동키콩 (닌텐도, 1981) 등을 포함했다. 이 황금기는 1983년에 과도한 아케이드 게임 수, 가정용 비디오 게임기와 컴퓨터의 증가하는 매력, 그리고 아케이드 비디오 게임이 청소년에게 미치는 영향에 대한 도덕적 공황으로 인해 쇠퇴했다. 아케이드 산업은 1983년 비디오 게임 위기에 부분적으로 영향을 받기도 했다.
아케이드 시장은 소프트웨어 변환 키트, 인기 있는 진행형 격투 게임(쿵푸 마스터 및 레니게이드 등)의 등장, 그리고 고급 모션 시뮬레이터 게임(세가의 "타이칸" 게임인 행온, 스페이스 해리어, 아웃런 등)의 도움으로 1986년까지 회복되었다. 그러나 패밀리컴퓨터와 같은 가정용 비디오 게임 시스템의 성장은 1980년대 말에 또 다른 짧은 아케이드 쇠퇴로 이어졌다. 스트리트 파이터 II (1991) 및 모탈 컴뱃 (1992)과 같은 대전 격투 게임은 1990년대 초반에 이를 부활시키는 데 도움을 주어 아케이드 산업의 르네상스를 이끌었다. 버추어 레이싱 및 버추어 파이터와 같은 게임을 통해 3D 그래픽은 1990년대 초 오락실에서 인기를 얻었으며, 세가 모델 3와 같은 후기 아케이드 시스템은 1990년대 후반까지 가정용 시스템보다 훨씬 더 발전된 상태를 유지했다. 그러나 이 시기에 아케이드 비디오 게임을 모방하는 가정용 콘솔과 컴퓨터의 향상된 기능은 오락실에서 관객을 멀어지게 했다.
약 1996년까지 아케이드 비디오 게임은 전 세계 비디오 게임 산업에서 가장 큰 부문으로 남아 있었지만, 1990년대 후반에 아케이드가 쇠퇴하면서 1997~1998년경 처음으로 콘솔 시장이 아케이드 비디오 게임을 추월했다. 아케이드 비디오 게임은 2000년대 서구 세계에서 쇠퇴했으며, 대부분의 오락실은 핀볼 및 기타 아케이드 게임 라인과 레스토랑 또는 바와 같은 다른 오락 옵션이 결합된, 가정에서는 재현할 수 없는 매우 전문적인 경험을 제공했다. 새로운 아케이드 비디오 게임 중에는 특수 장비가 필요한 댄스 댄스 레볼루션과 모션 시뮬레이션 또는 가상 현실을 통합한 게임이 포함된다. 아케이드 게임은 인기가 시들기 시작한 2010년대 후반까지 아시아 지역에서 인기를 유지했다. 1986년 일본에 약 26,000개의 오락실이 있었던 반면, 2019년에는 약 4,000개에 불과했다. 2020년과 2021년의 코로나19 범유행 또한 아케이드 산업에 큰 타격을 주어 일본의 많은 대형 유서 깊은 오락실들이 문을 닫게 했다.

## 협회

### 미국 오락 기계 협회
미국 오락 기계 협회(AAMA)는 1981년에 설립된 동업 조합이다. 이 협회는 120개의 아케이드 게임 유통업체 및 제조업체를 포함한 미국 동전 투입식 오락 기계 산업을 대표한다.

### 어뮤즈먼트 & 뮤직 오퍼레이터스 협회
어뮤즈먼트 & 뮤직 오퍼레이터스(AMOA)는 1948년에 설립된 동업 조합이다. 1995년까지 1,700명의 회원을 보유했다. 음악 산업에서는 ASCAP, BMI 또는 SESAC와 같은 권리 단체와 라이선스 준수 프로그램을 구축했으며, 미국의 라이선스 주크박스 소유주들을 대표했다.

## 같이 보기
- 아케이드 게임 목록